# اینگو آپلت
اینگو آپلت (انگلیسی: Ingo Appelt؛ زادهٔ ۱۱ دسامبر ۱۹۶۱) ورزشکار بابسلد اهل اتریش است.